# Guide pour la formation des automobilistes
Pour les articles homonymes, voir GFA.
Le guide pour la formation des automobilistes, plus simplement appelé GFA, est un livre destiné aux enseignants de la conduite.

## Description
Le GFA est destiné aux enseignants pratiquant en auto-école, ainsi qu'aux futurs enseignants pendant la formation du BEPECASER.
Il a été rédigé par la sous-direction de l'éducation routière (DSCR), et paru aux éditions La Documentation Française  (ISBN 9782110057358)
La première partie du GFA regroupe les méthodes d'enseignement à mettre en œuvre auprès des élèves et tout l'aspect pédagogique de la profession.
La seconde partie détaille le contenu des quatre étapes de formation du permis de conduire. Il fixe pour chaque objectif le niveau d’exigence pour l'atteindre aussi bien qualitatif que quantitatif.